# سکوت

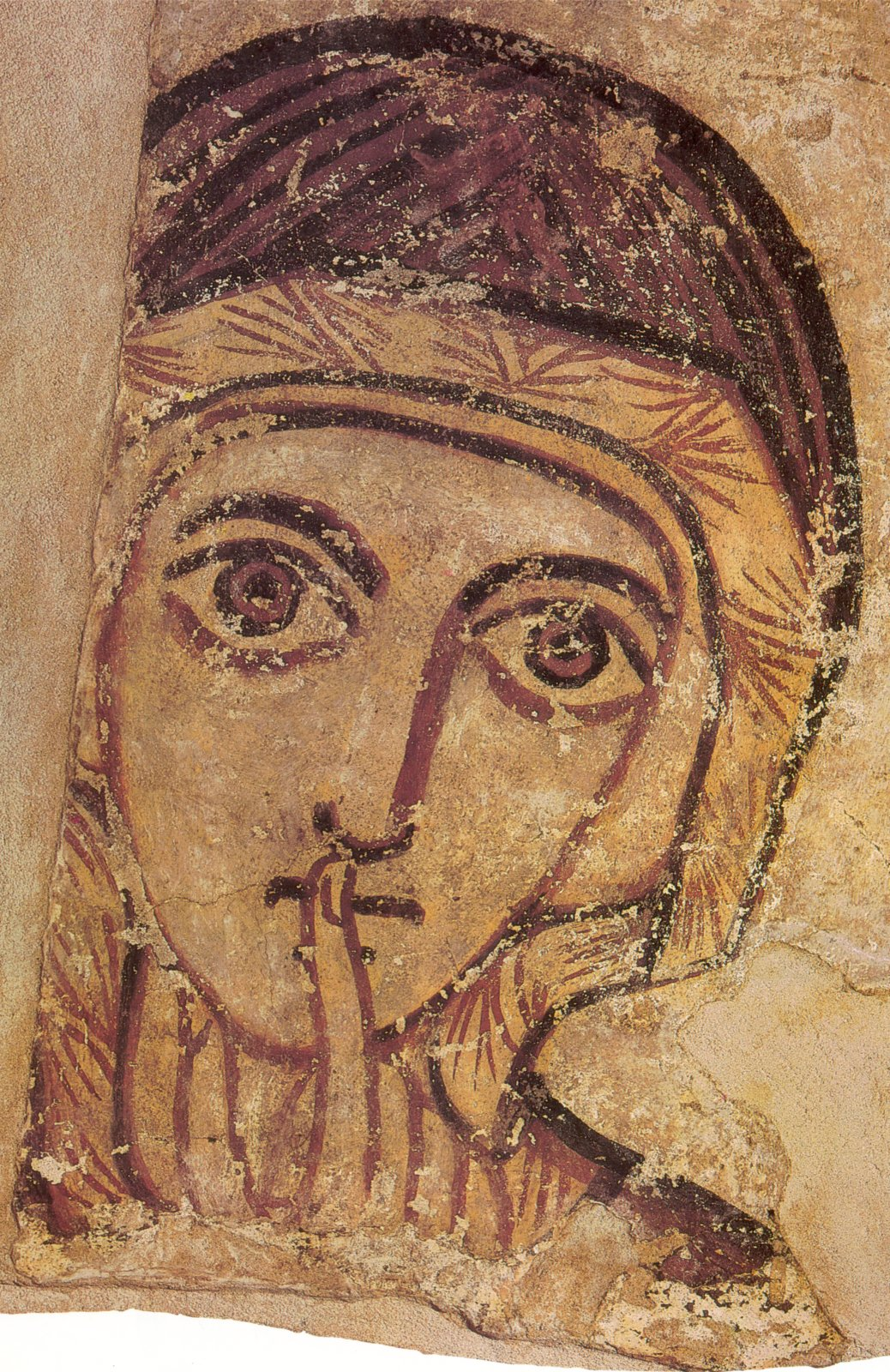
قبطی سده هشتم, موزه ملی در ورشو

سکوت یا خامُشی عدم وجود صدای قابل شنیدن و یا حضور صداهای با شدت بسیار کم است. قیاس‌وارانه، کلمه سکوت نیز می تواند اشاره به هر گونه عدم ارتباط یا شنوایی در رسانه های غیر از سخنرانی  یا موسیقی. نیز به کار رود.
سکوت بعضاً به دلایل فرهنگی نیز اتفاق می‌افتد; به طور مثال به یادبود درگذشت افراد.